# 鄭松
鄭 松（てい しょう、チン・トゥン、ベトナム語：Trịnh Tùng / 鄭松、順平2年11月12日（1550年12月19日） - 永祚5年6月20日（1623年7月17日））は、後黎朝大越の権臣、東京鄭氏の第3代当主。後世、その強権と辣腕ぶりから曹操に例えられた。

## 生涯
諒国公鄭検の次男。阮淦の外孫にあたる。初め福良侯の封号を受けた。正治13年（1570年）に父が死去すると、兄の鄭檜が家督を継いだ。鄭検の死を好機と見た北の莫朝は莫敬典（莫登瀛の三男）を将とした軍を南下させた。酒色に耽った鄭檜は大敗を喫し、莫朝に降った。同年8月、鄭松は朝廷より長郡公・節制各処水歩諸営に、9月に左相に封じられた。翌正治14年（1571年）に太尉・長国公に加封された。嘉泰元年（1573年）には皇帝の英宗を殺害し、その五男の黎維潭を擁立した（世宗）。翌嘉泰2年（1574年）に都将に加封され、総内外平章軍国重事を兼務した。
光興15年（1592年）、鄭松は莫朝の都昇龍を攻略、皇帝の莫茂洽を殺害して莫朝の勢力を高平に駆逐し、南北朝時代を終結させた。この功績により、後黎朝の実権は完全に鄭松により掌握された。光興22年（1599年）、朝廷から平安王に封じられ、都元帥・総国政を加号され、尚父の称号を受けた。
同年に世宗が崩御するとその次男の黎維新を擁立した（敬宗）。弘定20年（1619年）、次第に権力を強大化させる鄭松を恐れた敬宗は、鄭松の末子である万郡公鄭椿らを集めてクーデターを謀り、鄭松の乗った戦象を銃撃した。このクーデターは失敗に終わり、鄭松は敬宗を自縊に追い込んで自らの外孫である長男の黎維祺を擁立した（神宗）。
永祚5年（1623年）に鄭松が重病に陥ると、鄭椿が反乱を起こした。鄭松は輿に乗って昇龍を脱出したが、この機に乗じて権力を握ろうとした弟の奉国公鄭杜が途中で輿を投げ出すよう従者たちに言い含めていたため、鄭松は道端に打ち捨てられて生涯を終えた。
鄭杜は鄭椿を捕らえて殺し、鄭松の三男の清郡公鄭梉も謀殺しようとしたが、先手を打った鄭梉は清華に逃れて神宗を擁し、叔父の鄭杜を討伐した。鄭松は死後朝廷から恭正寛和哲王と諡され、福泰元年10月22日（1643年12月2日）に鄭梉より成祖の廟号を追贈された。

## 家族
- 父：鄭検
- 母：阮氏玉宝（中国語版）

- 妻：
  - 鄧氏玉瑤（中国語版）
  - 頼氏玉柔

- 子女：
  - 三男：清郡公鄭梉（中国語版）
  - 十九男：万郡公鄭椿
  - 娘：端慈皇太后鄭氏玉楨（英語版） - 敬宗の皇后、神宗の母

## 参考資料
- 桐山昇、栗原浩英、根本敬編 編『東南アジアの歴史―人・物・文化の交流史』有斐閣〈世界に出会う各国=地域史〉、2003年9月30日。ISBN 978-4641121928。

## 参考リンク
- 国立国会図書館デジタルコレクション - 大越史記全書. ９　本紀続編 ,１０　本紀続編追加
- Annam and it Minor Currency Chapter 16 （英語）